# Успенский сельсовет (Астраханская область)
Успе́нский сельсове́т — муниципальное образование в составе района Астраханской области, Российская Федерация. Административный центр — село Успенка.

## Географическое положение
Сельсовет располагается южнее г. Ахтубинска и граничит с востока с МО «Батаевский сельсовет», с северо-запада – с МО «г. Ахтубинск», с юга - с Черноярским районом, с севера – с ЗАТО Знаменск.
Граница МО «Успенский сельсовет» начинается от границы с городом «Ахтубинск» и землями обороны и следует на юго-восток на протяжении 9.8 км смежно с железной дорогой Астрахань-Волгоград. После граница поворачивает на юго-запад и идет на протяжении 18 км, пересекая автомобильную дорогу Астрахань-Волгоград до реки «Ахтуба». Затем граница следует на юг на протяжении 2 км, пересекая реку, и продолжает двигаться по середине ериков Песчаный и Гнилой, до границы с МО «Черноярский район» до реки Герасимовка, идёт по середине реки на протяжении 3.5 км, затем идет на север посреди реки Калмынка, после двигается на север на протяжении 4 км до реки «Ахтуба». Далее граница идет на северо-восток до автомобильной дороги Астрахань-Волгоград до первоначальной точки.

## Население
| 2010  | 2012  | 2013  | 2014  | 2015  | 2016  | 2017  |
| ----- | ----- | ----- | ----- | ----- | ----- | ----- |
| 1043  | ↗1050 | ↘1036 | ↘1024 | ↗1050 | ↘1036 | ↘1025 |
| 2018  | 2019  | 2020  | 2021  |       |       |       |
| ↘1020 | ↘1008 | ↘996  | ↘886  |       |       |       |

## Объекты социальной сферы
На территории МО «Успенский сельсовет» действуют следующие учреждения: участковый уполномоченный полиции, 2 фельдшерско-акушерских пункта, средняя школа (на 320 мест), дом культуры (на 120 мест), библиотека. Все учреждения находятся на территории села Успенка.

## Состав
| № | Населённый пункт | Тип населённого пункта       | Население |
| - | ---------------- | ---------------------------- | --------- |
| 1 | Бутырки          | хутор                        | ↗48       |
| 2 | Кононенко        | хутор                        | ↗8        |
| 3 | Успенка          | село, административный центр | ↘987      |

## Хозяйство
Село Успенка обладает значительными территориальными ресурсами, доля земель сельскохозяйственного назначения от общей территории всего поселения составляет 71,0%, в рабочем состоянии находятся: коровник, мастерская, зерносклад, склад ГСМ. В хуторе Бутырки объектов агропромышленного и коммунально-складского хозяйства нет.